# Saint-Laurent (Cher)
 Saint-Laurent  es una población y comuna francesa, situada en la región de  Centro, departamento de Cher, en el distrito de Vierzon y cantón de Vierzon-2.

## Demografía
| 260 | 231 | 210 | 253 | 354 | 352 |
| Para los censos de 1962 a 1999 la población legal corresponde a la población sin duplicidades (Fuente: INSEE [Consultar]) |     |     |     |     |     |